# الجامعة المصرية للتعلم الإلكتروني
الجامعة المصرية للتعلم الإلكتروني جامعة إلكترونية في مصر تم إنشائها للتعلم الإلكتروني بالقرار الجمهوري رقم 233 لسنه 2008 بدعم من صندوق تطوير التعليم برئاسة مجلس الوزراء كأول جامعة مصرية تتبنى مبدأ التعلم الإلكتروني في تقديم خدمات تعليمية، وتضم حاليًا 14 فرع دراسي داخل الجامعات الحكومية.

## سياسة الجامعة التعليمية
تعتمد سياسة الجامعة التعليمية على نظام تعليمي يمتزج فيه عناصر التعليم الإلكتروني والتعليم عن بعد مع الدراسة في إطار نظام تعليمي متكامل وذلك اعتماداً على الأساليب الآتية:
- محاضرات وفصول دراسية مباشرة (وجهاً لوجه) بين الطالب والأستاذ في مراكز دراسية للجامعة موزعة جغرافيا.
- الفصول الدراسية الافتراضية باستخدام تكنولوجيا المعلومات والاتصالات ومن خلال برنامج إدارة التعلم.
- مؤتمرات الفيديو المرئية يقوم بها الأساتذة للطلاب في المراكز الدراسية.
- تعلم ذاتي من خلال شبكة الإنترنت وشبكة معلومات الجامعة للمقررات الدراسية الإلكترونية التي قامت الجامعة بتطويرها وإعدادها لطلابها.

وتعتمد الدراسة بالجامعة على نظام الساعات المعتمدة وباللغة الإنجليزية بهدف الشراكة مع جامعات أجنبية.

## الدرجات العلمية
- برنامج (كلية) الحاسبات وتكنولوجيا المعلومات: تمنح الكلية درجة البكالوريوس في تكنولوجيا المعلومات ومدة الدراسة 4 سنوات ولغة الدراسة هي اللغة الإنجليزية، بواقع 147 ساعة معتمدة
- برنامج (كلية) إدارة الأعمال والدراسات التجارية: تمنح كلية الدراسات التجارية وإدارة الأعمال درجة البكالوريوس في إدارة الأعمال بواقع 144 ساعة معتمدة، وذلك في  تخصص رئيسي في الإدارة وخمسة تخصصات فرعية تشمل: (المحاسبة - التمويل والإستثمار -  التسويق - التجارة الإلكترونية - نظم المعلومات الإدارية) والبكالوريوس معادل بقرار المجلس الأعلى للجامعات رقم 283 بتاريخ 10/12/2012.
- برنامج (كلية) الدراسات التربوية: تمنح الكلية – منذ إنشائها - درجات الدبلوم العامة والدبلوم المهنية والدبلوم الخاصة والماجستير في التربية تخصص التعلم الإلكتروني وهذه الدرجات معتمدة ومعادلة لنظيراتها التي تمنحها الجامعات المصرية الحكومية. كما تم تجديد المعادلة لهذه الدرجات بموجب القرارات الوزارية الصادرة عن السيد الأستاذ الدكتور وزير التعليم العالي ورئيس المجلس الأعلى 5 /5/ 2020 على النحو التالي:
  - الدبلوم العامة في التربية - معادلة بقرار رقم 91
  - الدبلوم المهنية في التربية- تخصص التعلم الإلكتروني - معادلة بقرار رقم 93.
  - الدبلوم الخاصة في التربية-تخصص التعلم الإلكتروني -معادلة بقرار رقم 92
  - الماجستير في التربية - معادلة بقرار رقم 328 لسنة 2016.

## الكليات الحالية
- كلية الحاسبات وتكنولوجيا المعلومات
- كلية الدراسات التجارية وإدارة الأعمال
- كلية الدراسات التربوية
- مركز التعلم المستمر، ويقدم خدمات تدريبية متنوعة عن بعد باستخدام أدوات تكنولوجا المعلومات والاتصالات

## المراكز الدراسية للجامعة
المقر الرئيسى : للجامعة في 33 ش المساحة – الدقى – الجيزة – جمهورية مصر العربية وهو مقر مؤقت لحين استكمال أعمال بناء الحرم الرئيسى الدائم للجامعة في مدينة بدر.
وللجامعة حاليا اثني عشر مراكز دراسية في كل مما يلي:
- القاهرة: جامعة عين شمس مبني الامناء المساعدين - خلف قصر الزعفران
- الإسكندرية: جامعة الإسكندرية، كلية التجارة بالشاطبي، مبني العميد، الدور الثالث
- المنوفية: جامعة المنوفية، شبين الكوم، شارع جمال عبد الناصر، مجمع الكليات، كلية الحاسبات والمعلومات
- مدينة السادات: جامعة السادات، كلية التجارة، بجوار شئون الطلاب
- الإسماعيلية: جامعة قناة السويس, مبنى رعاية الشباب الدور الخامس , بالقرب من كلية التجارة.
- طنطا: المبني الإداري لكلية الهندسة - مجمع الكليات بسبرباي - طنطا.
- السويس: جامعه قناة السويس، مبنى رعايه الشباب الدور الخامس، بالقرب من كليه تجاره
- بني سويف: جامعة بني سويف، مبني كلية الحقوق، وحدة إدارة المشروعات
- الفيوم: جامعة الفيوم، 32 شارع زيد بن حارثة، المشتل
- الغردقة: جامعة جنوب الوادي، كلية التربية
- أسيوط: جامعة أسيوط – برج الامتحانات – الدور الثانى
- قنا: مبني كلية الصيدلية، الكيلو 6 طريق قنا، سفاجا، قنا
- سوهاج: مبني كلية الأداب القديم- فرع جامعة سوهاج القديم - مدينة نصر
- أسوان: جامعة اسوان الجديدة مبني الإدارة المركزية الدور الأول علوي لكلية الحقوق [4]
- المنيا: جامعة المنيا - مبني الإرشاد النفسي - بجوار كلية دار العلوم

## وصلات خارجية
- EELU Website
- EELU Official Facebook Page  على فيسبوك.
- Facebook Group الجامعة المصرية للتعلم الإلكتروني  على فيسبوك.
- ESLSCA Business School
- EELU Students online community